# Dolmens de l'île Melon
Les dolmens de l'île Melon sont un ensemble de tombes mégalithiques situés sur île Melon (commune de Porspoder), dans le département du Finistère en France. 

## Dolmen à couloir
Il figure sur le plan cadastral de 1842. Le dolmen, de type dolmen à couloir, est enserré dans un cairn dolménique qui a été endommagé par des aménagements militaires. Le couloir mesure 3 m de longueur sur 0,80 m de largeur. Il est orienté au sud-est et débouche dans une chambre trapézoïdale (2,80 m de long sur 1,80 m et 1,20 m de large). Les piliers d'entrée du couloir ont été détruits par la construction d'une casemate durant la Seconde Guerre mondiale mais ils sont visibles sur un relevé architectural dressé par l'abbé Abgrall et des photographies d'Alfred Devoir datées du début XXe siècle. Le passage du couloir a la chambre est nettement marqué par l'utilisation d'orthostates de hauteur différente (1,50 m en moyenne dans le couloir , 2,20 à 2,60 m dans la chambre). La table de couverture mesure 3,30 m sur 2,20 m. Elle ne repose plus que sur trois piliers, trois autres dalles de la chambre en basculant ont provoqué son affaissement. 
La fouille de l'abbé Abgrall à la fin du XIXe siècle a livré un objet en céramique et un poignard en silex.

## Dolmens ruinés
Au début du XXe siècle, P. du Châtellier et A. Devoir ont fouillé quatre édifices situés vers le milieu de l'île. Seuls trois de ces édifices, du type coffre et à l'état de ruines, sont encore visibles, le quatrième ayant probablement été détruit par les aménagements militaires.

## Annexe